# Linia Zamoskworieckaja
Linia Zamoskworieckaja (ros. Замоскворецкая линия) – linia metra moskiewskiego otwarta 11 września 1938 roku. Jest to jedna z najstarszych linii metra, otwarta podczas drugiego etapu budowy. Jej długość wynosi 42,1 km, liczy 24 stacje, a przejazd zajmuje około 52 minuty. Biegnie z południowego wschodu na północny zachód miasta. Na mapie oznaczana numerem 2 i ciemnozielonym kolorem.

## Historia
Stacje linii prezentują wszystkie style budowy w okresie socjalizmu, gdyż oddanie pierwszego odcinka przypada na drugi etap rozbudowy metra w Moskwie, a ostatniego na połowę lat 80. Obecnie wydłuża się linię na południe o stację Ałma-Atinskaja (Алма-Атинская) wraz z nową zajezdną Bratejewo (Братеево). Prace trwają z przerwami, z powodu problemów finansowych, od lat 90. Planuje się także zbudowanie stacji Technopark pomiędzy stacjami Awtozawodzkaja i Kołomenskaja.
Pierwszy odcinek, oddany do użytku jeszcze przed wojną, w znacznym stopniu usprawnił komunikację w mieście. Wykonany został w stylu sowieckiego art déco, stanowiącego podwaliny pod późniejszy styl przepychu socrealistycznego epoki Stalina (dobrze widoczny na linii okrężnej).
Drugi odcinek rozpoczęto kopać w 1941 roku, robót nie przerwały nawet działania wojenne i został otwarty w trzecim etapie rozbudowy w 1943 roku.
Po wojnie linię rozwijano równocześnie na obu końcach. Na południu zbudowano stację podwójną Kaszyrskaja z rozjazdem na stacje Kachowskaja (1969) i Oriechowo (1984). Pomiędzy 31 grudnia 1984 i 9 lutego 1985 tunel pomiędzy Caricyno i Oriechowo był zamknięty z powodu wycieków wody. Składy jeździły do stacji końcowych na przemian, a od 1985 roku po otwarciu odcinka Oriechowo – Krasnogwardiejskaja już tylko co czwarty na stację Kachowskaja. 20 listopada 1995 odcinek Kachowskaja-Kaszyrskaja przekształcono w osobną linię (nr 11.).

## Wypadki i ataki terrorystyczne
Linia uważana jest za jedną z bardziej pechowych ze względu na dużą awaryjność i akty terroru. Dodatkowo złą sławą cieszy się stacja Sokoł wybudowana na miejscu cmentarza ofiar I wojny światowej.
Wśród incydentów można wyszczególnić m.in.:
- zalanie tuneli pomiędzy stacjami Caricyno i Oriechowo wodą 31 grudnia 1984
- pożar składu 20 kwietnia 1987 roku wykryty na odcinku Pawieleckaja-Awtozawodskaja
- wyciek kurzawki w tunelu Kantiemirowskaja-Caricyno 15 listopada 2003
- zamach bombowy za stacją Awtozawodskaja
- brak zasilania spowodowany blackoutem 25 maja 2005
- zniszczenie tunelu pomiędzy Sokoł i Wojkowskaja 19 marca 2006
- pożar w tunelu pomiędzy stacjami Caricyno i Oriechowo 26 października 2011

## Rozwój
| Data              | Odcinek                                | Liczba stacji | Długość |
| ----------------- | -------------------------------------- | ------------- | ------- |
| 11 września 1938  | Sokoł – Tieatralnaja                   | 6             | 8,5 km  |
| 1 stycznia 1943   | Tieatralnaja – Awtozawodskaja          | 2             | 6,2 km  |
| 20 listopada 1943 | Nowokuznieckaja, Pawieleckaja          | 2             | –       |
| 31 grudnia 1964   | Sokoł – Riecznoj wokzał                | 3             | 6,2 km  |
| 11 sierpnia 1969  | Awtozawodskaja – Kachowskaja           | 4             | 9,5 km  |
| 15 lipca 1979     | Twierskaja                             | 1             | –       |
| 30 grudnia 1984   | Kaszyrskaja – Oriechowo                | 3             | 6,4 km  |
| 7 września 1985   | Oriechowo – Krasnogwardiejskaja        | 2             | 3,4 km  |
| 20 listopada 1995 | Kaszyrskaja – Kachowskaja (odłączenie) | -3            | -3,4 km |
| 24 grudnia 2012   | Krasnogwardiejskaja – Ałma-Atinskaja   | 1             | 3,1 km  |
| 28 grudnia 2015   | Technopark                             | 1             | –       |
| 31 grudnia 2017   | Riecznoj wokzał – Chowrino             | 1             | 2,2 km  |
| 20 grudnia 2018   | Biełomorskaja                          | 1             | –       |
| Łącznie:          | Łącznie:                               | 24            | 42,1 km |

## Zmiany nazw stacji
| Data zmiany      | Stacja         | Poprzednia nazwa (cyrylica) | Poprzednia nazwa (trb. łacińska) |
| ---------------- | -------------- | --------------------------- | -------------------------------- |
| 5 lipca 1956     | Awtozawodzkaja | Завод имени Сталина         | Zawod imeni Stalina              |
| 5 listopada 1990 | Caricyno       | Ленино                      | Lenino                           |
| 5 listopada 1990 | Tieatralnaja   | Площадь Свердлова           | Płoszczad Swierdłowa             |
| 5 listopada 1990 | Twierskaja     | Горьковская                 | Gorkowskaja                      |

## Zajezdnie
Linia jest obsługiwana przez zajezdnie – Tcz-2 Sokół (ТЧ-2 «Со́кол») od 1938 roku i Tcz-7 Zamoskworeckoje (ТЧ-7 «Замоскворе́цкое») od 1969.

## Lista stacji
| #  | Nazwa (cyrylica)  | Nazwa (trb. łacińska) | Otwarcie | Możliwe przesiadki                                           |                                     |
| -- | ----------------- | --------------------- | -------- | ------------------------------------------------------------ | ----------------------------------- |
| 1  | Ховрино           | Chowrino              | 2017     | –                                                            | –                                   |
| 2  | Беломорская       | Biełomorskaja         | 2018     | –                                                            | –                                   |
| 3  | Речной вокзал     | Riecznoj wokzał       | 1964     | –                                                            | –                                   |
| 4  | Водный стадион    | Wodnyj Stadion        | 1964     | –                                                            | –                                   |
| 5  | Войковская        | Wojkowskaja           | 1964     | Moskiewski pierścień centralny Kursko-Riżska                 | Bałtijskaja Streszniewo             |
| 6  | Сокол             | Sokoł                 | 1938     | –                                                            | –                                   |
| 7  | Аэропорт          | Aeroport              | 1938     | –                                                            | –                                   |
| 8  | Динамо            | Dinamo                | 1938     | Bolszaja Kolcewaja                                           | Pietrowskij park                    |
| 9  | Белорусская       | Biełorusskaja         | 1938     | Kolcewaja Biełorussko-Sawiołowska                            | Biełorusskaja                       |
| 10 | Маяковская        | Majakowskaja          | 1938     | –                                                            | –                                   |
| 11 | Тверская          | Twierskaja            | 1979     | Tagansko-Krasnopriesnienskaja Sierpuchowsko-Timiriaziewskaja | Puszkinskaja Czechowskaja           |
| 12 | Театральная       | Tieatralnaja          | 1938     | Sokolniczeskaja Arbatsko-Pokrowskaja                         | Ochotnyj riad Płoszczad´ Riewolucyi |
| 13 | Новокузнецкая     | Nowokuznieckaja       | 1943     | Kałużsko-Riżskaja Kalininskaja                               | Trietjakowskaja                     |
| 14 | Павелецкая        | Pawieleckaja          | 1943     | Kolcewaja                                                    | Pawieleckaja                        |
| 15 | Автозаводская     | Awtozawodzkaja        | 1943     | Moskiewski pierścień centralny                               | Awtozawodzkaja                      |
| 16 | Технопарк         | Tiechnopark           | 2015     | –                                                            | –                                   |
| 17 | Коломенская       | Kołomienskaja         | 1969     | –                                                            | –                                   |
| 18 | Каширская         | Kaszyrskaja           | 1969     | Bolszaja Kolcewaja                                           | Kaszyrskaja                         |
| 19 | Кантемировская    | Kantiemirowskaja      | 1984     | –                                                            | –                                   |
| 20 | Царицыно          | Caricyno              | 1984     | Kursko-Riżska                                                | Caricyno                            |
| 21 | Орехово           | Oriechowo             | 1984     | –                                                            | –                                   |
| 22 | Домодедовская     | Domodiedowskaja       | 1985     | –                                                            | –                                   |
| 23 | Красногвардейская | Krasnogwardiejskaja   | 1985     | Lublinsko-Dmitrowskaja                                       | Ziablikowo                          |
| 24 | Алма-Атинская     | Ałma-Atinskaja        | 2012     | –                                                            | –                                   |

## Galerie

Stacja Sokoł
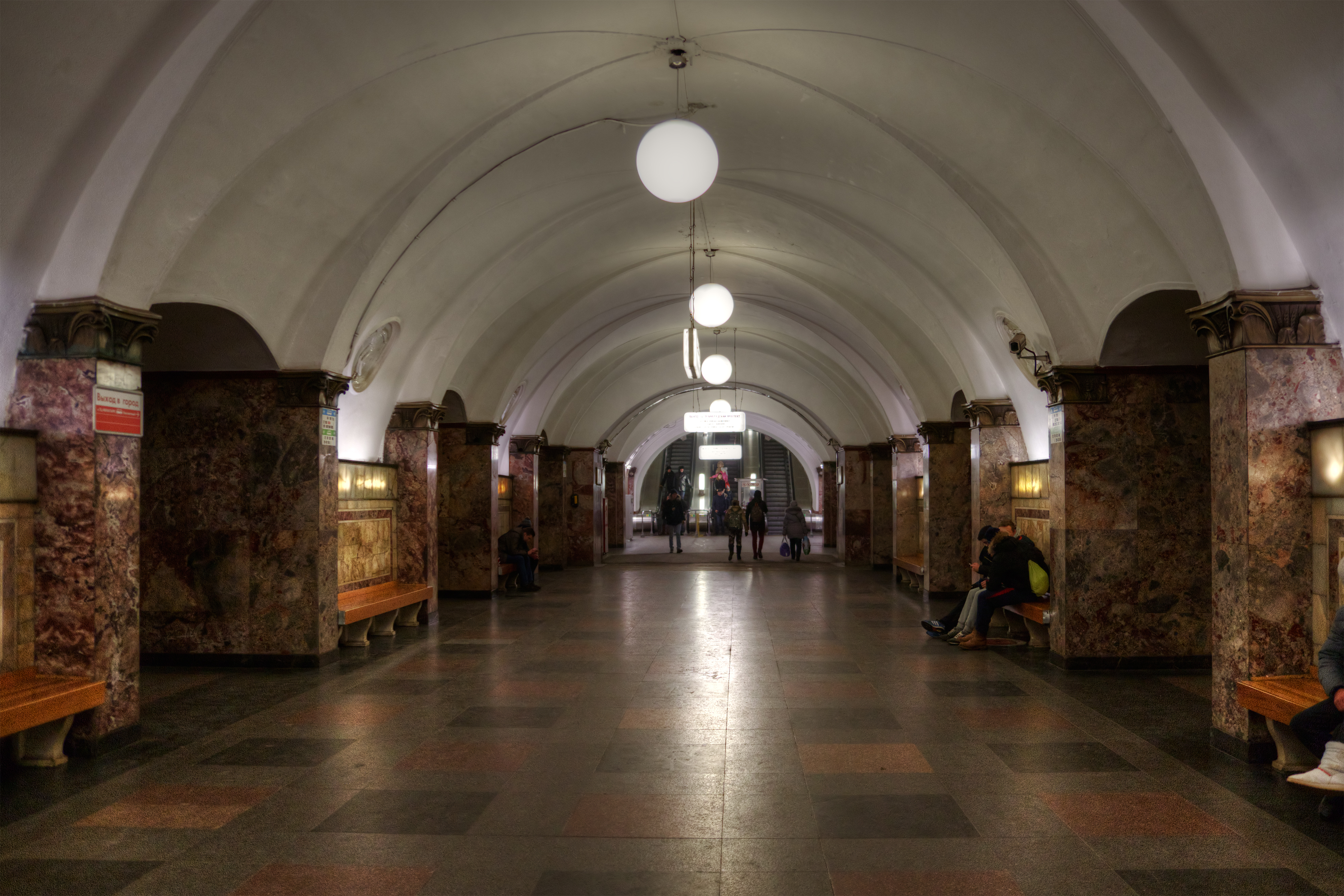
Stacja Dinamo
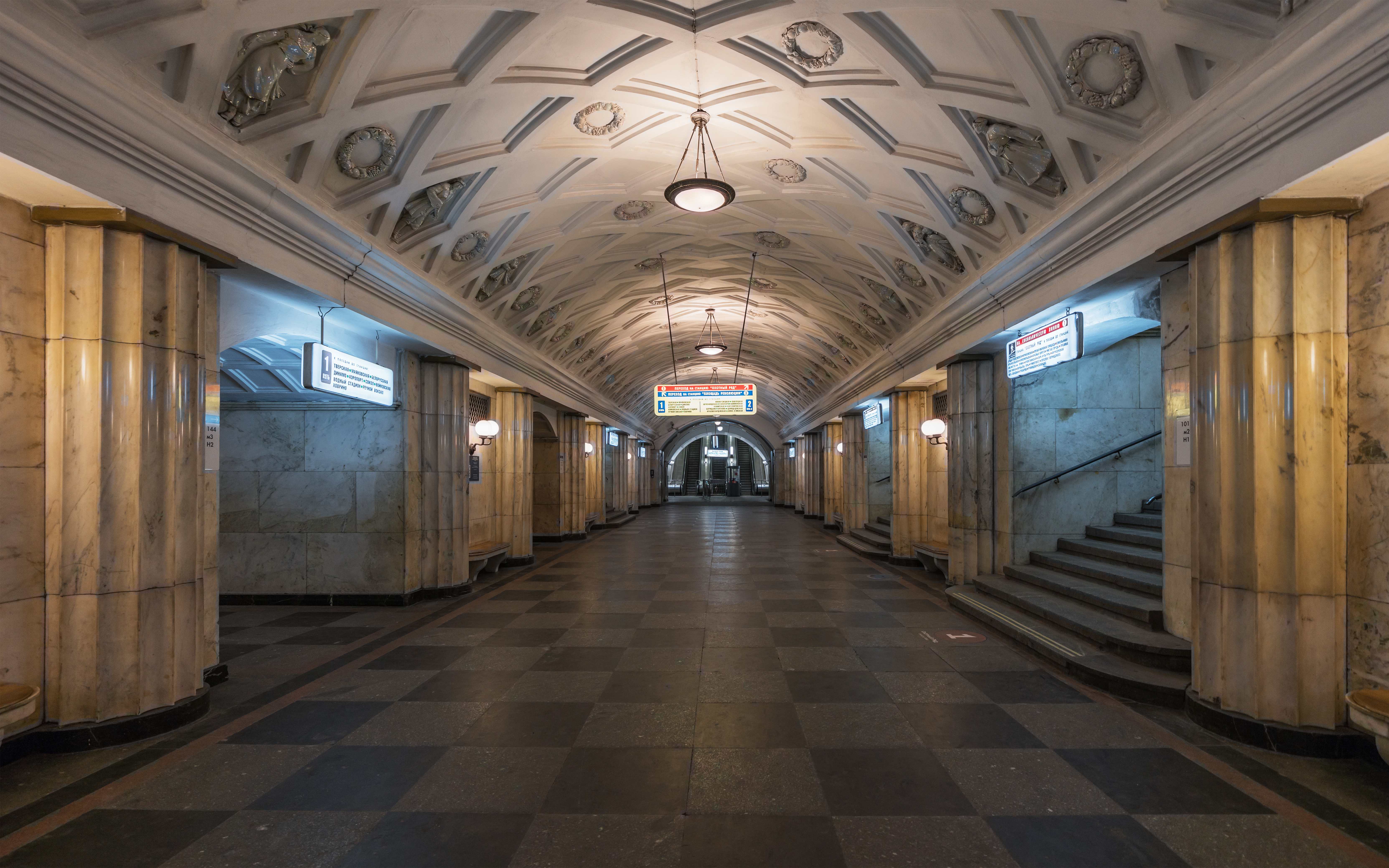
Stacja Tieatralnaja
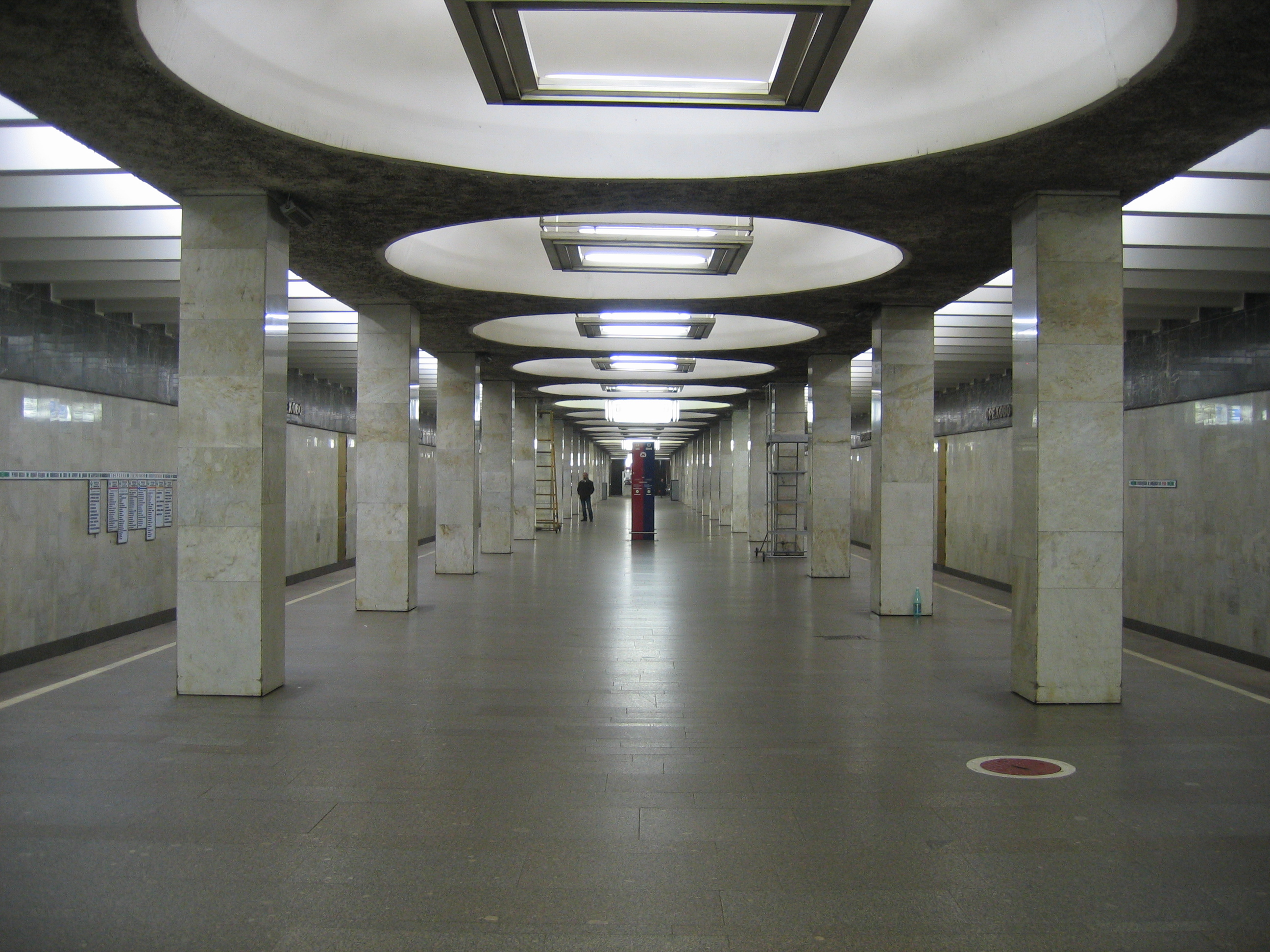
Stacja Oriechowo
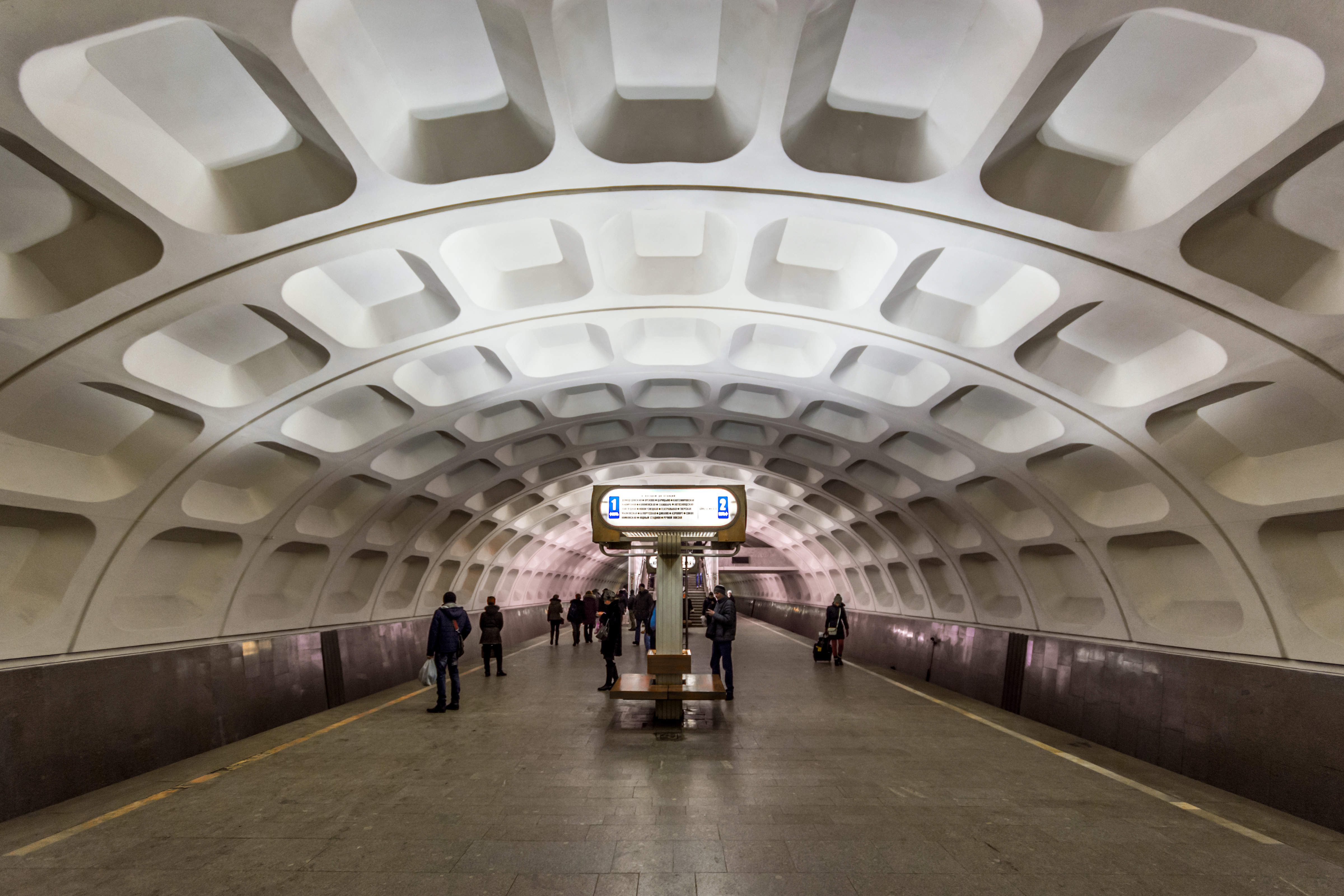
Stacja Krasnogwardiejskaja